# Mężenin (Mazovie)
Pour les articles homonymes, voir Mężenin.
Mężenin (prononciation : [mɛ̃ˈʐɛnin]) est un village polonais de la gmina de Platerów dans le powiat de Łosice de la voïvodie de Mazovie dans le centre-est de la Pologne.
Le village possède approximativement une population de 230 habitants en 2010.

## Histoire
De 1975 à 1998, le village appartenait administrativement à la voïvodie de Biała Podlaska.